# Федір Дуров
Федір Дуров (17?? — 18??) — київський поліцмейстер (?-1826-?). Полковник.

## Діяльність поліцмейстера

### Боротьба з грою в карти
З 1823 роки за картярами було встановлено стеження, яке ні до чого, не призвело. Поліцмейстер Дуров, сам гравець, рапортував, що поміщики «приїжджали сюди у своїх справах з приватних розрахунків в Контрактовий час» і грали в карти «вечорами в своїх квартирах, до яких часом з'їжджалися знайомі і також займалися в різні ігри, але значною або дуже азартної гри, а також історій безглуздих через це не траплялося ніколи».

### Боротьба з масонством
У Києві активно діяли масони, котрі припинили свої зібрання після імператорського указу (1822) про заборону масонських лож і таємних товариств. У Петербург постійно йшли доноси: «… існуюча в Києві масонська ложа не знищина, але тільки переїхала з міста в передмістя Куренівку». Але місцева адміністрація, яка проводила з цього приводу слідство, ложу не виявила. «З того часу як надійшов припис про закриття існуючої тут ложі, вона тоді ж припинила діяльність, і можливі товариства були знищені, особливих же таємних зібрань із цього предмету тут в місті і у віддалених навколишніх містах, що належать до міста та його простору, ніяких абсолютно немає», — відзвітував Федір Дуров губернатору.
Особливу тривогу вищих посадових осіб імперії викликали проживаючі в Києві і його околицях поляки: їх апріорно вважали винними в антиросійських настроях. Поліцмейстру Дурову було доручено стежити і за ними. Однак і це стеження ні до чого не призвело. «Суджень вільних я не помітив, котрі були предметом мого спостереження», — рапортував Федір Дуров.

### Повстання Чернігівського полку
Для характеристики Дурова, можливо, буде цікавий наступних уривок з «Записок» Горбачевського: «Одного разу полковник Дуров, київський поліцмейстер, приїхав до в'язниці, в якій містилися колишні чернігівські офіцери, і оголосив їм, що деякі кияни, знаючи їх бідність і нужду, прислали через нього деяку суму грошей і просять прийняти це не як милостиню, але як знак людинолюбства і участі співвітчизників. Соловйов і його товариші подякували добрих киян, але не прийняли запропонованих їм грошей, хоча потребували як в грошах, так і в одязі. При переведенні до гусарського полку Сухинов замовив київським кравця повне офіцерське обмундирування, але не встиг взяти зшитої форми до нещасного повстання Чернігівського полку. Після прибуття до Києва він намірився продати форму і передати виручені кошти на своє утримання і своїх товаришів під час дороги до Сибіру, чому і попросив поліцеймейстера взяти цей однострій у кравця і продати його хоча би за 1000 карбованців. Федір Дуров охоче на це погодився, але на наступний день почав відмовлятися від взятого на себе зобов'язання. Причини тої відмови були самі незначні: між іншим він говорив, що неможливо продати однострій до їх відправлення, і радив Сухінову, для уникнення непотрібних клопотів, віддати свої речі на церкву. Почувши таку пораду, Сухинов не міг втриматися від сміху. — Ваша пропозиція здається мені дивною, — сказав він поліцеймейстеру, — невже ви не знаєте, що я і троє моїх товаришів повинні йти 7000 верст без одягу і грошей? Дуров не суперечив, але з цього часу до самого відправлення Сухинов не побачив в очі ні поліцеймейстера, ні сукні, ні грошей».

## Сім'я
- Дружина — Надія Хмельницька-Дурова
- Син — Дуров Сергій Федорович (1815—1869), письменник[4]